# Alle Jahre wieder (2024)
Alle Jahre wieder ist eine deutsche Filmkomödie des Regisseurs Felix Herzogenrath aus dem Jahr 2024.

## Handlung
Berlin, ein Tag vor Heiligabend. Auf der Rückbank der Fernbus-Linie Berlin-Sterzing treffen Hanna und Felix aufeinander, die zum Weihnachtsfest im Kreise der Familie ins oberbayrische Mittenwald reisen. Beide fühlen sich direkt zueinander hingezogen, doch während Beziehungsmuffel Hanna Chancen auf ein Abenteuer wittert und kräftig mit Felix flirtet, verfolgt dieser ganz andere Pläne: Er möchte seiner Jugendliebe Saskia an der Festtafel einen Heiratsantrag machen. Im Bus lernen sich Busfahrer Robert, Kathrin und ihr herzkranker Sohn Elias kennen. In der Heimat angekommen, muss er jedoch feststellen, dass sein Koffer und damit auch der angedachte Verlobungsring in Berlin dank Hannas Exfreund zurückgeblieben ist. Als ausgerechnet Hanna für ihn ungefragt beim Juwelier einen Ersatzring kauft und seine Familie ihn in seinem Vorhaben zusehends verunsichert, macht Felix jedoch einen Rückzieher und entscheidet sich noch beim Essen gegen den Antrag. Saskia, die mit Felix’ Antrag gerechnet hatte, ist zunächst enttäuscht, reagiert jedoch versöhnlich, als Felix ihr am nächsten Morgen gesteht, dass er schlichtweg den falschen Zeitpunkt ausgesucht habe.
Im Jahr darauf begegnen sich Hanna und Felix erneut auf der Fahrt von Berlin nach Oberbayern. Als er ihr den Ring zurückgibt und berichtet, noch immer nicht mit Saskia verlobt zu sein, kommt es unerwartet zu einem Kuss, der nicht spurlos an den beiden vorbeizieht. Kathrin ist ohne ihren Sohn Elias unterwegs. Roberts Nachfragen blockt sie aber. Als Felix seiner Mutter am nächsten Morgen von Hanna berichtet, bestärkt sie ihren Sohn darin, sich seiner Gefühle für Hanna bewusst zu werden. Auch Hannas Oma Paula, bei der sie in Abwesenheit ihrer getrennt lebenden Eltern jedes Jahr die Weihnachtsfeiertage verbringt, ermutigt ihre Enkelin, ihre Gefühle zu hinterfragen. Am Abend treffen Hanna und Felix auf einer Party im Schnee wieder aufeinander, wo er ihr zu verstehen gibt, zwischen ihr und Saskia hin- und hergerissen zu sein und sich Klarheit verschaffen zu wollen. Hanna reagiert auf seine Unentschlossenheit verletzt und lässt ihn daraufhin abblitzen. Saskia, die die Unterhaltung der beiden aus der Entfernung beobachtet, stellt Felix noch am Abend zur Rede.
Im nächsten Jahr, ebenfalls am 23. Dezember, treffen Hanna und Felix wieder im Bus nach Mittenwald aufeinander. Diesmal reist Felix jedoch nicht allein: Saskia, die inzwischen seine Verlobte ist und seit einigen Monaten bei ihm in Charlottenburg lebt, fährt ebenfalls mit. Anders als in den Jahren zuvor wechseln Hanna und Felix auf der Fahrt kein Wort miteinander. Heuer sind Katharina und Elias wieder gemeinsam im Bus. An der Busstation werden Felix und Saskia von Felix’ Vater Anton abgeholt, der den beiden mitteilt, dass Felix’ Großvater Hans im Sterben liegt. Die Familie findet sich zum Weihnachtsfest an seinem Krankenbett ein, wo Hans kurz darauf verstirbt. Saskia, die in Folge der Begegnung mit Hanna realisiert hat, dass diese noch immer zwischen ihr und Felix steht, trennt sich überdies noch am selben Abend von Felix. Hanna lernt im Haus ihrer Großmutter derweil nicht nur deren neue Lebensgefährtin Lore, sondern auch Leo, Lores Enkel, kennen. Als Felix während der Party am späten Abend sieht, wie Leo sie küsst, zieht er entmutigt davon.
Als Felix hofft, Hanna wiederum ein Jahr später im Bus anzutreffen, wird er enttäuscht. Ebenso ist Kathrin enttäuscht, da dieses Jahr nicht Robert, sondern eine schlecht gelaunte Busfahrerin den Bus lenkt. Hanna ist bereits früher nach Mittenwald gereist, um bei Paula Zeit mit Leo zu verbringen, mit dem sie seit einem Jahr eine Freundschaft Plus unterhält. Da Leo sich weiterhin nicht binden möchte und sie sich trotz der Situation zunehmend einsam fühlt, beendet sie die unverbindliche Affäre zu ihm. Als Felix ihr während seiner Anreise eine Sprachnachricht schickt und mitteilt, seit geraumer Zeit von Saskia getrennt zu sein und Hanna an den Feiertagen sehen zu wollen, fasst Hanna sich ein Herz und fährt ihm entgegen. Als sie an einer Tankstelle vorbeifährt, erspäht sie den Reisebus und macht Halt. Felix, der beschlossen hat, dort auf sie zu warten, schließt sie freudig in seine Arme. Aus einem Auto heraus winken ihnen Robert, der ehemalige Fahrer der Linie, sowie Kathrin und ihr Sohn Elias zu, die mit Hanna und Felix in den Jahren zuvor mitgereist waren und von Robert als Überraschung zum Weihnachtsfest eingeladen wurden.

## Hintergrund

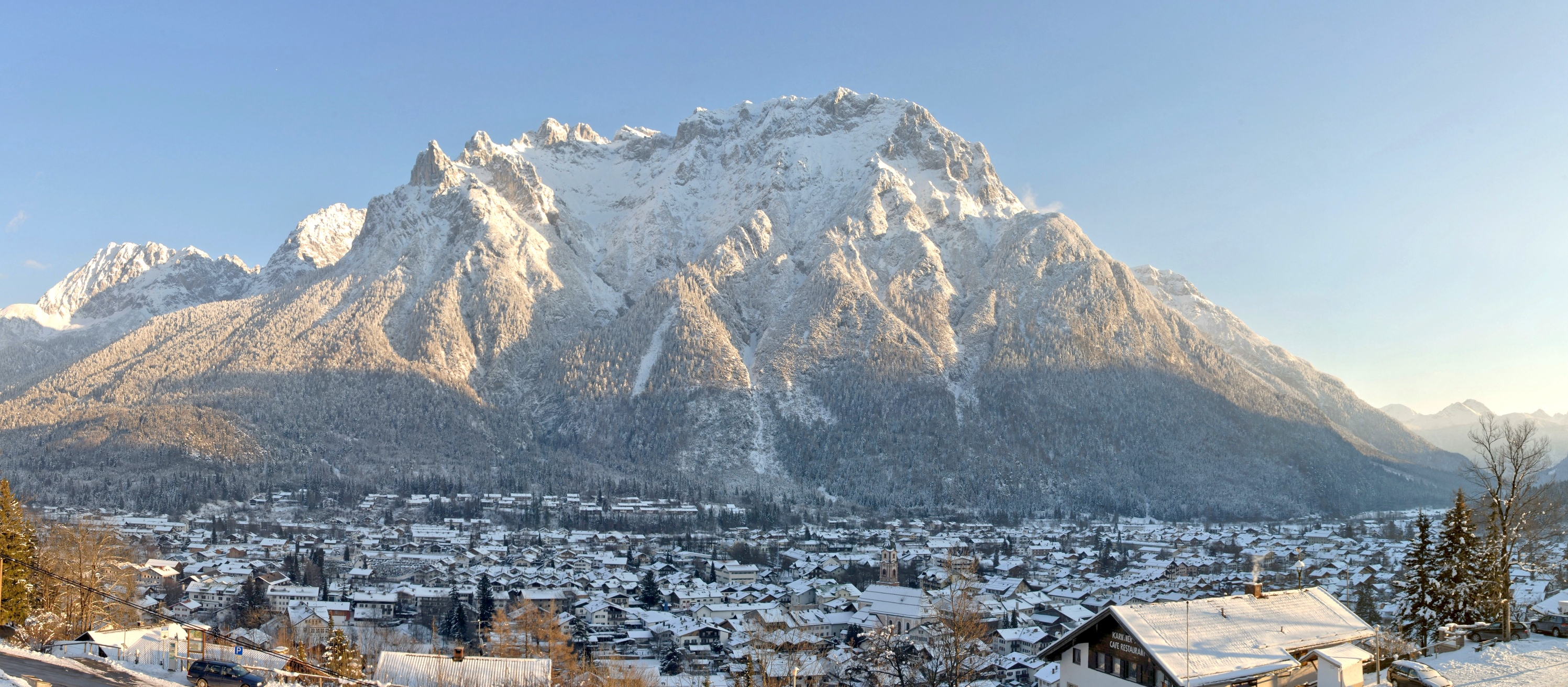
Mittenwald im Isartal fungierte neben Berlin als Hauptspielort.

Alle Jahre wieder wurde von der UFA Fiction im Auftrag der ARD Degeto für Das Erste hergestellt. Das Drehbuch zum Film verfasste Tommy Wosch, der auch als Produzent des Films in Erscheinung trat. Wosch fasste den Film – in Anlehnung an Chris Reas gleichnamiges Weihnachtslied aus dem Jahr 1986 – unter dem Titel „Driving Home for Christmas“ zusammen und verglich das Projekt aufgrund seiner Roadmovie-Elemente scherzhaft mit der biblischen Weihnachtsgeschichte. Die Regie übernahm Felix Herzogenrath. Die Redaktion lag bei Laura Vella und Stefan Kruppa von der Degeto. Die Dreharbeiten fanden vom 14. November bis 12. Dezember 2023 an verschiedenen Orten in Bayern statt, darunter der Hauptspielort Mittenwald, die Gemeinden  Unterföhring, Königsdorf und Oberaudorf, der Tegernsee, Miesbach sowie München und Umgebung.
Die Musik zum Film steuerte Komponist Michael Regner bei. Zu den Weihnachtsliedern, die im Laufe des Films eingespielt werden, gehören Jingle Bell Rock von Bobby Helms, Santa Baby von Eartha Kitt, Cross You Off My Life von Lola Kirke, Christmas Is All Around des US-amerikanischen Geschwistertrios Bailen sowie Reas Driving Home for Christmas. Darüber hinaus sind Winter Song von Ingrid Michaelson und Sara Bareilles, A-Tisket, A-Tasket von Ella Fitzgerald, 21 Reasons von Nathan Dawe und Ella Henderson, Sweet Nothing von Calvin Harris und Florence Welch, We Got That Cool von Yves V, Afrojack und Icona Pop als auch Somewhere Only We Know – in der Originalversion der britischen Band Keane als auch in der Coverversion von Sängerin Lily Allen – zu hören.

## Rezeption

### Kritik

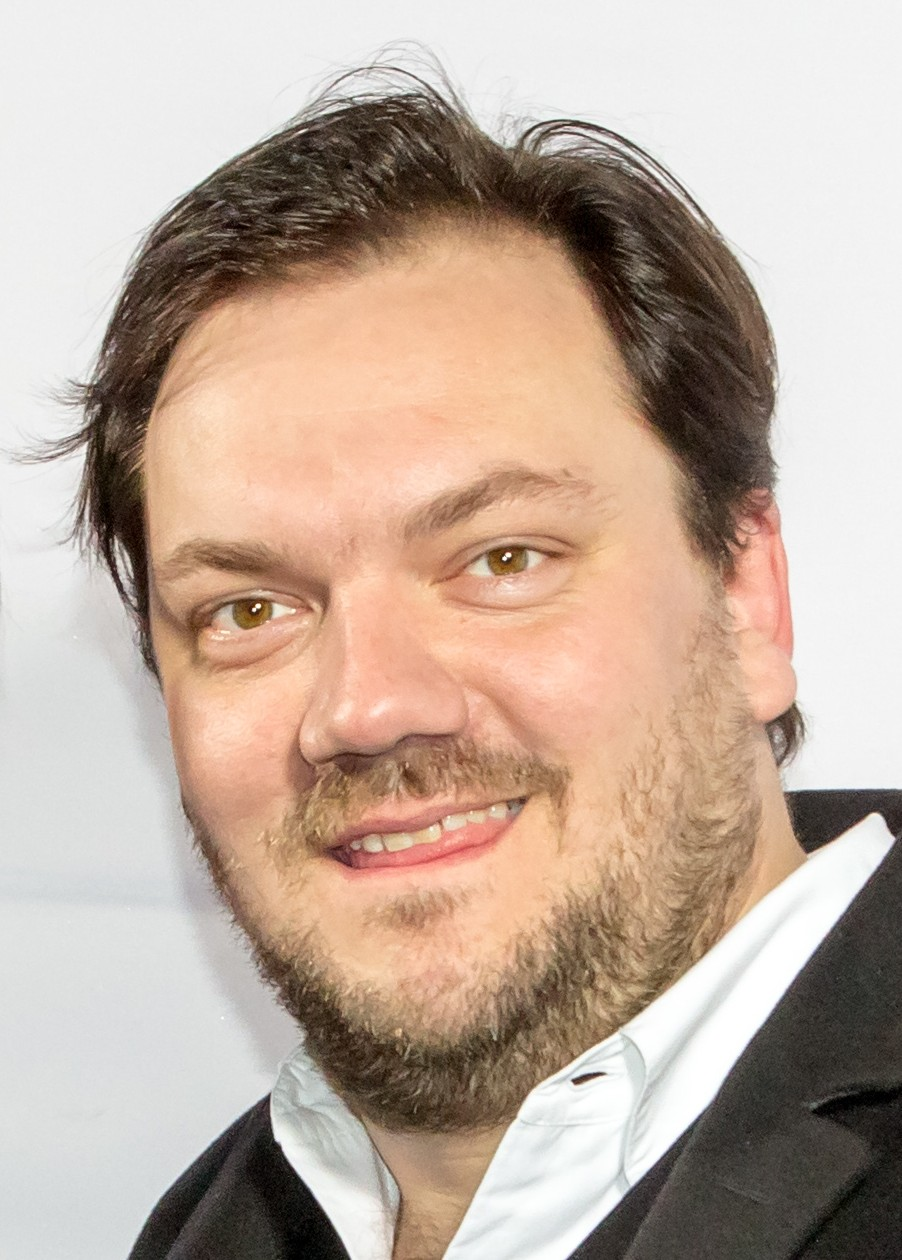
Charly Hübner ist in einer Nebenrolle in Alle Jahre wieder zu sehen.

Rainer Tittelbach von Tittelbach.tv befand, dass Alle Jahre wieder eine „romantische Weihnachtskomödie“ sei, „die von der ersten bis zur letzten Minute wunderbar funktioniert“ und deren besonderer Reiz in ihrer Dramaturgie liege. Den Film erinnere an „die frechere RomCom-Variante: die Screwball Comedy. Die Muster sind bekannt, doch die Erzählstruktur, die frischen, sympathischen Charaktere, die lebendigen Situationen, das großartige Ensemble, ein edler Soundtrack und das Glück mit dem Winterwetter wirken Wunder. Alle Jahre wieder variiert so hinreißend das Bewährte, dass dieser wunderbare Film einfach ein Klassiker des Genres werden muss“.
Prisma-Rezensent Maximilian Haase urteilte, dass der Film funktioniere, „weil er bedient, was man in der Adventszeit im TV sehen will – und weil er diese traditionellen Ansichten zu Liebe, Familie und Nähe zugleich ad absurdum führt“. Er nannte den Spielfilm zwar „gefälliger, braver und versöhnlicher“ als andere Produktionen, schrieb jedoch ferner: „Von der Masse der alljährlichen Weihnachtsfilme und festlichen Komödien dürfte sich Alle Jahre wieder dennoch wohltuend abheben. Dafür sorgt neben dem ungewöhnlichen Konzept auch das unaufgeregte Drehbuch, das mal romantisch, mal tragisch und mal humorvoll daherkommt. Getragen wird der ARD-Film aber von seinen Charakteren, deren Darsteller das Dramedy-Genre allesamt in all seinen Facetten beherrschen“.
TV Spielfilm bezeichnete die Produktion als „heiteren Weihnachtsfilm mit nachdenklichen Momenten“. Die Fernsehzeitschrift resümierte: „Man könnte meinen, im Genre des Weihnachtsfilms gäbe es nichts Neues mehr zu erzählen. Noch dazu, wenn von vornherein klar ist, dass trotz Irrungen und Wirrungen am Ende die Richtigen zusammenfinden. Doch dank des lebensnahen, pfiffigen Drehbuchs und der sympathischen, noch relative „unverbrauchten“ Hauptdarsteller Sinje Irslinger und Klaus Steinbacher ist der Weg zum Happy End höchst unterhaltsam. Die Nebenhandlung mit Charly Hübner als Busfahrer und Maria Simon als Single-Mutti wäre deshalb gar nicht nötig gewesen“.
Oliver Armknecht von film-rezensionen.de fand, dass der Spielfilm zwar „nicht frei von Klischees ist“ und zum Ende „viel Zuckerguss“ biete, jedoch „einer der besseren Beiträge zum Fest der Liebe“ sei. Autor Tommy Wosch habe einige „nette Ideen“ und „amüsante Dialoge“ in sein Drehbuch eingearbeitet. Vor allem aber das Zwischenspiel innerhalb des Ensembles funktioniere „erstaunlich gut. Die gemeinsamen Szenen von Klaus Steinbacher und Sinje Irslinger sind süß geworden, ohne dabei zu kitschig zu werden“. Einzig das Ende sei zwar unnötig klischeehaft geraten, „aber trotz dieser Mankos ist Alle Jahre wieder sympathisch und charmant“.

### Einschaltquoten
Alle Jahre wieder wurde am 4. Dezember 2024 in der ARDmediathek zur Veröffentlichung freigegeben. Die TV-Erstausstrahlung erfolgte zwei Tage später zur Hauptsendezeit im Ersten. Mit 3,92 Millionen Zuschauern und einem Marktanteil von 16,1 Prozent avancierte die Produktion hinter den ZDF-Serien Jenseits der Spree und SOKO Leipzig sowie der heute-show und der vorausgegangenen Tagesschau-Ausgabe zur fünftmeistgesehenen Sendung des Tages. In der werberelevanten Zielgruppe der 14- bis 49-Jährigen konnte ein überdurchschnittlich hoher Marktanteil von 11,3 Prozent bei 0,52 Millionen Zusehern erzielt werden.

## Verweise
- Alle Jahre wieder in der Das Erste-Mediathek. Video (89 Min.), abrufbar bis 14. Dezember 2025
- Alle Jahre wieder bei IMDb